# Roll with It (singolo Steve Winwood)
Roll with It è un singolo dell'artista britannico Steve Winwood, pubblicato nel 1988 ed estratto dall'omonimo album.
Il brano è stato coscritto da Steve Winwood e Will Jennings, anche se in seguito è stato accreditato anche il trio Holland-Dozier-Holland, a causa di una disputa legata alla somiglianza del brano con un'altra canzone, (I'm a) Road Runner (1966), interpretata da Junior Walker e scritta appunto dal trio Holland-Dozier-Holland.

## Tracce
- 7"

1. Roll with It
2. The Morning Side

## Classifiche
| Classifica (1988) | Posizione massima |
| ----------------- | ----------------- |
| Stati Uniti       | 1                 |